# Vera Hall
Adell Hall Ward, conocida popularmente como Vera Hall (Livingston, Alabama, Estados Unidos, 6 de abril de 1902 – Ibídem, 29 de enero de 1964) fue una cantante afroestadounidense de música folk, blues y espiritual-negro, reconocida principalmente por su interpretación del tema "Trouble so hard" en 1937. El etnomusicólogo John Lomax la consideraba una de las mejores cantantes del sur de los Estados Unidos.
Su abuelo fue un esclavo, su padre trabajó primero en una granja familiar durante los tiempos de cosecha y luego como leñador, transportando durante el invierno la madera cortada hasta la ciudad.
Aunque no se ha podido evidenciar que recibiera educación formal, se sabe que Hall era capaz de leer y escribir. Durante su infancia y luego en la década de 1930, asistió a la Antigua Iglesia Bautista Siloh, cerca de Payneville, donde se hizo muy conocida entre la comunidad por su canto. A los 11 años comenzó a trabajar cuidando niños en su pueblo. Durante un viaje a Tuscaloosa en 1917, conoció a Nels Riddle, con quien contrajo matrimonio poco después, cuando apenas tenía 15 años. En 1920 nació su hija, quien moriría prematuramente en 1940 de hepatitis crónica. Su esposo falleció en 1924 durante un tiroteo. Su hermana y su madre también murieron en la misma época con pocos años de diferencia.
Hall permaneció en Tuscaloosa trabajando como cocinera y lavandera, pero muchas fuentes concluyen que su hija quedó al cuidado de su abuela, en el Condado de Sumter. Con el inicio de la Gran Depresión, Hall retornó a su pueblo para trabajar y vivir con su familia. En julio de 1937, durante un viaje al sur de los Estados Unidos que realizó con el propósito de recolectar música para la Biblioteca del Congreso y el Works Progress Administration, fue presentada a John Lomax. Hall y Lomax se conocieron por intermedio del folclorista Ruby Pickens Tartt. En un principio, Hall le solicitó grabar ocho espirituales de larga duración; luego, grabaron juntos varias canciones, como "Another man done gone", "Boll weevil blues" y "Wild ox moan"."Trouble so hard" fue grabada el 22 de julio de ese año y se convirtió en el tema de apertura de la tercera edición del álbum de selecciones de grabaciones de campo de la Biblioteca del Congreso de Estados Unidos, publicado en 1942 con el nombre African-American Spiritual Work Songs, and ballads.
Lomax quedó muy impresionado con su voz y en posteriores viajes que realizó a Livingston entre 1939 y 1940 la grabó interpretando solos y duetos, principalmente de canciones religiosas; Hall era una devota cristiana que asistía cada semana a la iglesia baptista.
En los años 40, ganó la atención de la audiencia internacional cuando la BBC citó como ejemplo de música folk en Estados Unidos su versión del tema "Another man done gone". Esta grabación también fue reproducida durante la ceremonia de conmemoración por la Proclamación de Emancipación, en la Biblioteca del Congreso. En 1948 viajó a Nueva York con Alan Lomax, el hijo de John, presentándose el 15 de mayo en la Universidad de Columbia en el marco del Festival de Música Estadounidense. En diciembre de ese año y en esa misma ciudad, participó, junto a otros artistas como Pete Seeger, Hobart Smith, Jean Ritchie, Brownie McGhee y Dan Burley, entre otros, en el evento Jazz at the Plaza. A comienzos de la década de 1950, Hall trabajó con el etnomusicólogo Harold Courlander, grabando espirituales junto con su sobrino y también canciones no religiosas.
Falleció ciega y en la miseria en el Druid City Hospital Regional de Livingston el 29 de enero de 1964. Como muchos otros afroamericanos, fue sepultada en el Cementerio Morning Star de esa ciudad, en una tumba sin nombre. Su ubicación se perdió durante la década siguiente, luego de que se quitara la cruz de madera que la identificaba.
En 1999, el músico Moby incluyó su voz para crear una versión techno del tema "Trouble so hard", incluida en su álbum Play bajo el nombre «Natural Blues», lo que permitió que Hall fuera conocida por toda una nueva generación.